# M&M's Fan Appreciation 400
De M&M's Fan Appreciation 400 is een race uit de NASCAR Cup Series. De race wordt in het najaar gehouden op de Pocono Raceway over een afstand van 400 mijl of 643,7 km. De eerste editie werd gehouden in 1974 en gewonnen door Richard Petty. In het voorjaar wordt op hetzelfde circuit de Pocono 500 gehouden.

## Namen van de race
- Purolator 500 (1974 - 1976)
- Coca-Cola 500 (1977 - 1980)
- Mountain Dew 500 (1981 - 1982)
- Like Cola 500 (1983 - 1984)
- Summer 500 (1985 - 1987)
- AC Spark Plug 500 (1988 - 1990)
- Miller Genuine Draft 500 (1991 - 1995)
- Miller 500 (1996)
- Pennsylvania 500 (1997 - 2007)
- Sunoco Red Cross Pennsylvania 500 (2008 - 2010)
- Good Sam RV Insurance 500 (2011)
- Pennsylvania 400 (2012)
- Gobowling.com 400 (2013 - heden)

## Winnaars
| Jaar                              | Winnaar         | Auto          |
| Purolator 500                     | Purolator 500   | Purolator 500 |
| --------------------------------- | --------------- | ------------- |
| 1974                              | Richard Petty   | Dodge         |
| 1975                              | David Pearson   | Mercury       |
| 1976                              | Richard Petty   | Dodge         |
| Coca-Cola 500                     |                 |               |
| 1977                              | Benny Parsons   | Chevrolet     |
| 1978                              | Darrell Waltrip | Chevrolet     |
| 1979                              | Cale Yarborough | Chevrolet     |
| 1980                              | Neil Bonnett    | Mercury       |
| Mountain Dew 500                  |                 |               |
| 1981                              | Darrell Waltrip | Buick         |
| 1982                              | Bobby Allison   | Buick         |
| Like Cola 500                     |                 |               |
| 1983                              | Tim Richmond    | Pontiac       |
| 1984                              | Harry Gant      | Chevrolet     |
| Summer 500                        |                 |               |
| 1985                              | Bill Elliott    | Ford          |
| 1986                              | Tim Richmond    | Chevrolet     |
| 1987                              | Dale Earnhardt  | Chevrolet     |
| AC Spark Plug 500                 |                 |               |
| 1988                              | Bill Elliott    | Ford          |
| 1989                              | Bill Elliott    | Ford          |
| 1990                              | Geoffrey Bodine | Ford          |
| Miller Genuine Draft 500          |                 |               |
| 1991                              | Rusty Wallace   | Pontiac       |
| 1992                              | Darrell Waltrip | Chevrolet     |
| 1993                              | Dale Earnhardt  | Chevrolet     |
| 1994                              | Geoffrey Bodine | Ford          |
| 1995                              | Dale Jarrett    | Ford          |
| Miller 500                        |                 |               |
| 1996                              | Rusty Wallace   | Ford          |
| Pennsylvania 500                  |                 |               |
| 1997                              | Dale Jarrett    | Ford          |
| 1998                              | Jeff Gordon     | Chevrolet     |
| 1999                              | Bobby Labonte   | Pontiac       |
| 2000                              | Rusty Wallace   | Ford          |
| 2001                              | Bobby Labonte   | Pontiac       |
| 2002                              | Bill Elliott    | Dodge         |
| 2003                              | Ryan Newman     | Dodge         |
| 2004                              | Jimmie Johnson  | Chevrolet     |
| 2005                              | Kurt Busch      | Ford          |
| 2006                              | Denny Hamlin    | Chevrolet     |
| 2007                              | Kurt Busch      | Dodge         |
| Sunoco Red Cross Pennsylvania 500 |                 |               |
| 2008                              | Carl Edwards    | Ford          |
| 2009                              | Denny Hamlin    | Toyota        |
| 2010                              | Greg Biffle     | Ford          |
| Good Sam RV Insurance 500         |                 |               |
| 2011                              | Brad Keselowski | Dodge         |
| Pennsylvania 400                  |                 |               |
| 2012                              | Jeff Gordon     | Chevrolet     |
| Gobowling.com 400                 |                 |               |
| 2013                              | Kasey Kahne     | Chevrolet     |

Huidige races:
Can-Am Duel ·
Daytona 500 ·
Subway Fresh Fit 500 ·
Kobalt Tools 400 ·
Food City 500 ·
Auto Club 400 ·
STP Gas Booster 500 ·
NRA 500 ·
Aaron's 499 ·
Toyota Owners 400 ·
Bojangles' Southern 500 ·
FedEx 400 ·
Coca-Cola 600 ·
STP 400 ·
Pocono 400 ·
Quicken Loans 400 ·
Toyota/Save Mart 350 ·
Coke Zero 400 ·
Quaker State 400 ·
Camping World RV Sales 301 ·
Brickyard 400 ·
Gobowling.com 400 ·
Cheez-It 355 at The Glen ·
Pure Michigan 400 ·
Irwin Tools Night Race ·
AdvoCare 500 (Atlanta Motor Speedway) ·
Federated Auto Parts 400 ·
Geico 400 ·
Sylvania 300 ·
AAA 400 ·
Hollywood Casino 400 ·
Bank of America 500 ·
Camping World RV Sales 500 ·
Goody's Headache Relief Shot 500 ·
AAA Texas 500 ·
AdvoCare 500 (Phoenix International Raceway) ·
Ford EcoBoost 400

Voormalige races:

Buddy Shuman 276 ·
Budweiser 400 ·
Budweiser NASCAR 400 ·
Columbia 200 ·
Coors 420 ·
First Union 400 ·
Greenville 200 ·
Hickory 276 ·
Kobalt Tools 500 (Atlanta Motor Speedway) ·
Los Angeles Times 500 ·
Mountain Dew Southern 500 ·
Northern 300 ·
Pepsi 420 ·
Pepsi Max 400 ·
Pickens 200 ·
Pop Secret Microwave Popcorn 400 ·
Sandlapper 200 ·
Subway 400 ·
Tyson Holly Farms 400 ·
Winston Western 500